# Катар на літніх Олімпійських іграх 1992
Катар брав участь у Літніх Олімпійських іграх 1992 року у Барселоні (Іспанія) утретє за свою історію, але не завоював жодної медалі.